# Сварочиш
Сварочиш (или Сварочи)— персонаж индуистской мифологии, сын Кали и Варутини, отец Дьютиманы, более известного как Сварочиша Ману. Согласно «Маркандея-пуране», он умер вскоре после рождения сына. Варутини, мать Сварочиши, в одиночку воспитывала внука, пока тот не овладел литературой, Ведами и оружием. Когда Сварочиша Ману вырос, он отправился на гору Мандара.